# Fréhel (cantante)
Fréhel, pseudonimo di Marguerite Boulc'h (Parigi, 13 luglio 1891 – Parigi, 3 febbraio 1951), è stata una cantante e attrice francese.

## Biografia
Nata a Parigi da una famiglia bretone povera e disfunzionale, Marguerite Boulc'h fu una bambina abbandonata ad una vita per le strade nelle sordide periferie di Parigi. Durante l'adolescenza ebbe una momento di rinascita quando incontrò delle interpreti di music-hall che la sentirono cantare e la presentarono agli impresari musicali. 
Iniziò a esibirsi con il nome d'arte Pervenche, e presto incontrò e sposò Robert Hollard, un artista che usava lo pseudonimo "Roberty". L'alcol entrò nella sua vita in tenera età, e bere divenne un problema nel rapporto con suo marito. Il loro matrimonio non durò a lungo, si separarono e Robert avviò una relazione con un'altra cantante parigina, Damia. Fréhel iniziò a frequentare Maurice Chevalier ma neanche questa unione funzionò; Chevalier la lasciò per la megastar Mistinguett. A 19 anni, Marguerite tentò il suicidio.
In seguito al tentativo fallito di suicidio, nel 1911, Marguerite Boulc'h,  cercando di sfuggire al dolore causatole dalle vicende personali, si recò a Bucarest, in Turchia e poi in Russia, dove rimase per più di dieci anni; nel 1923 tornò a Parigi. Segnò un nuovo inizio passando al nome d'arte "Fréhel", dal nome di Cap Fréhel in Bretagna, dove erano nati i suoi genitori. Cantando nei panni di Fréhel, all'Olympia di Parigi nel 1924, fece un'intensa interpretazione. Parte di ciò che ora viene definito come musetta, Fréhel lo cantava spesso accompagnata da pifferi e / o suonando la fisarmonica.
Negli anni '30, apparve in diversi film, quasi sempre ritraendo una cantante in un ruolo secondario o di supporto. I film più importanti in cui si esibì furono Cœur de Lilas del 1931, sulla base della pièce teatrale di Tristan Bernard, e Pépé le Moko interpretato da Jean Gabin. Fece uso regolare di alcol e droghe, e pur continuando ad abusare di alcolici, fu comunque una dei principali personaggi dello spettacolo della Francia degli anni '30. Di tutte le sue canzoni, il suo La Java Bleue del 1939, con musiche di Vincent Scotto, mise in mostra tutta la sua popolarità. 
Nonostante fosse una degli artisti più ricercati in Europa, le sue dipendenze la portarono a stare lontana dalle scene per anni. Non ebbe mai più relazioni sentimentali stabili e morì nel 1951, da sola, in un hotel a Pigalle. Fu sepolta nel Cimitero di Pantin, vicino a Parigi. 
La sua registrazione del 1934 Si tu n'étais pas là fece parte della colonna sonora del film Il favoloso mondo di Amélie (2001).

## Canzoni
- Comme un moineau (1925)
- Où est-il donc? (1926)
- À la dérive (1932)
- Si tu n'étais pas là (1934)
- Où sont tous mes amants (1935)
- Tel qu'il est (1936)
- La Der des der (1939)
- La Java bleue (1939)

## Filmografia
- Cœur de lilas, regia di Anatole Litvak (1932)
- La Rue sans nom, regia di Pierre Chenal (1934)
- Amok, regia di Fëdor Aleksandrovič Ocep (1934)
- Il romanzo di un baro (Le Roman d'un tricheur), regia di Sacha Guitry (1936)
- Il bandito della Casbah (Pépé le Moko), regia di Julien Duvivier (1937)
- Gigolette, regia di Yvan Noé (1937)
- Il sacrificio del sangue (Le Puritain), regia di Jeff Musso (1938)
- L'Innocent, regia di Maurice Cammage (1938)
- La Rue sans joie, regia di André Hugon (1938)
- La casa del Maltese (La Maison du Maltais), regia di Pierre Chenal (1938)
- Une java, regia di Claude Orval (1939)
- Berlingot et Compagnie, regia di Fernand Rivers (1939)
- Senza domani (L'Entraîneuse), regia di Albert Valentin (1939)
- I figli della strada (L'Enfer des Anges), regia di Christian-Jaque (1941)
- L'Homme traqué, regia di Robert Bibal (1947)
- Maya, regia di Raymond Bernard (1949)
- Un homme marche dans la ville, regia di Marcello Pagliero (1950)